# Kalijambu
Kalijambu is een bestuurslaag in het regentschap Tegal van de provincie Midden-Java, Indonesië. Kalijambu telt 1702 inwoners (volkstelling 2010).